# Yossi Benayoun
Yosef Shai "Yossi" Benayoun (nascut a Dimona el 5 de maig del 1980) és un futbolista professional Israelià que juga com a migcampista al Maccabi Haifa FC.